# Đảo Pearl (Washington)
Đảo Pear (Ngọc trai) là một hòn đảo thuộc quần đảo San Juan, quận San Juan, tiểu bang Washington, Hoa Kỳ. Đảo được đặt tên trong cuộc thám hiểm Wilkes năm 1841. Đảo tọa lạc ngoài khơi phía tây đảo San Juan, nằm giữa đảo San Juan và đảo Henry.
Đảo Pear có tổng diện tích o,151 km2 và theo cuộc điều tra dân số năm 2000, toàn đảo có bảy người cư trú.